# Alexander Held
Gerald Alexander Held (Monaco di Baviera, 30 novembre 1957) è un attore tedesco.

## Biografia
È figlio dell'attore José Held, morto quando aveva 17 anni. Dopo la propria formazione presso la scuola di recitazione Otto-Falckenberg-Schule, Held inizia la propria carriera nel teatro Münchner Kammerspiele. Altri impegni sono presso il Teatro di Stato di Hannover, il Volksbühne Berlin, il Theater Basel e il Festival di Salisburgo. Nel 1993 recitò nella serie televisiva Morlock, in un episodio diretto da Klaus Emmerich. Da allora ha partecipato a molti film di fama internazionale, tra cui Schindler's List - La lista di Schindler di Steven Spielberg, La Rosa Bianca - Sophie Scholl di Marc Rothemund e La caduta - Gli ultimi giorni di Hitler di Oliver Hirschbiegel.
La sua capacità di conferire ai propri personaggi una doppia faccia, un carattere enigmatico e imprevedibile, una personalità tranquilla e pericolosa allo stesso tempo, ed una pronuncia accurata e tagliente lo hanno portato a interpretare più volte diversi funzionari nazisti, come ne La caduta. Il suo ruolo più noto è quello, ne La Rosa Bianca, del funzionario della Gestapo Robert Mohr, che condusse l'interrogatorio a Sophie e Hans Scholl e Christoph Probst. Ne I ragazzi del Reich, tuttavia, egli interpreta anche un anti-nazista. Nel 2009 lavora nel film Vision di Margarethe von Trotta, a fianco a Barbara Sukowa, Heino Ferch e Hannah Herzsprung, interpretando l'abate Kuno. Nello stesso anno appare ne La papessa di Sönke Wortmann, nel ruolo di Lotario.

## Vita privata
Nel 2005 si è sposato con l'attrice Patricia Fugger, con cui rimase fino alla morte di lei avvenuta nel 2014 per un'emorragia interna.

## Filmografia parziale

### Cinema
- Schindler's List - La lista di Schindler, regia di Steven Spielberg (1993)
- Der kalte Finger, regia di Ralf Huettner (1996)
- Der Schuh des Manitu, regia di Michael Herbig (2001)
- I ragazzi del Reich (Napola – Elite für den Führer), regia di Dennis Gansel (2004)
- La caduta - Gli ultimi giorni di Hitler (Der Untergang), regia di Oliver Hirschbiegel (2004)
- La Rosa Bianca - Sophie Scholl (Sophie Scholl - Die letzten Tage), regia di Marc Rothemund (2005)
- L'onda (Die Welle), regia di Dennis Gansel (2008)
- La banda Baader Meinhof (Der Baader Meinhof Komplex), regia di Uli Edel (2008)
- Die Geschichte vom Brandner Kaspar, regia di Joseph Vilsmaier (2008)
- Vision (Vision – Aus dem Leben der Hildegard von Bingen), regia di Margarethe von Trotta (2009)
- La papessa (Die Päpstin), regia di Sönke Wortmann (2009)

### Televisione
- L'ispettore Derrick - serie TV, 2 episodi (1981-1983)
- Morlock - serie TV, 1 episodio (1993)
- Es geschah am hellichten Tag, regia di Nico Hofmann - film TV (1996)
- Doktor Knock, regia di Dominik Graf - film TV (1997)
- Mali - miniserie TV (1997)
- Wolff, un poliziotto a Berlino - serie TV, 1 episodio (2000)
- Vera Brühne, regia di Hark Bohm - film TV (2001)
- Der Tanz mit dem Teufel, regia di Peter Keglevic - film TV (2001)
- Un ciclone in convento - serie TV, 1 episodio (2002)
- Squadra Speciale Cobra 11 - serie TV, 1 episodio (2004)
- Mozart - Ich hätte München Ehre gemacht, regia di Bernd Fischerauer - film TV (2006)
- Zwei am großen See - serie TV, 5 episodi (2004-2006)
- Squadra speciale Lipsia - serie TV, 1 episodio (2006)
- Afrika mon amour - miniserie TV (2007)
- Im Tal des Schweigens - serie TV, 3 episodi (2004-2008)
- Un caso per due - serie TV, 2 episodi (1995-2008)
- Zur Sache, Lena! - serie TV, 3 episodi (2008)
- Die Anwälte - serie TV, 8 episodi (2008)
- Der Bulle von Tölz - serie TV, 6 episodi (2003-2009)
- Hitler vor Gericht, regia di Bernd Fischerauer - film TV (2009)
- Gier - miniserie TV (2010)
- Sant'Agostino - miniserie TV (2010
- Polizeiruf 110 - serie TV, 2 episodi (2008-2010)
- Unter Verdacht - serie TV, 3 episodi (2007-2011)
- SOKO Kitzbühel - serie TV, 4 episodi (2005-2013)
- Il commissario Kress - serie TV, 4 episodi (2003-2014)
- Tatort - serie TV, 10 episodi (1996-2014)
- München Mord - serie TV, 20+ episodi (2014-...)